# 镇龙镇
镇龙镇，是中华人民共和国四川省巴中市平昌县下辖的一个乡镇级行政单位。2020年5月，将镇龙镇天鹰村所属行政区域划归望京镇管辖。

## 行政区划
镇龙镇下辖以下地区：
老鹰村、松岩村、卧龙村、万家村、天官村、宝珠村、烟灯村、顺天村、翻身村、三交村、真武村、佛龙村、金沙村、冠山村、土船村、元顶村、红岩村、天鹰村、园门村、龙观村、长乐村、新庙村和一甲坪村。

## 特产
镇龙山瓦灰鸡：中国地理标志产品。